# تومسون بينتون فيرغسون
تومسون بينتون فيرغسون (بالإنجليزية: Thompson Benton Ferguson)‏ هو سياسي أمريكي، ولد في 17 مارس 1857 في الولايات المتحدة، وتوفي في 14 فبراير 1921 في نفس البلد. حزبياً، نشط في الحزب الجمهوري. وقد انتخب Governor of Oklahoma Territory ‏ (9 ديسمبر 1901 – 5 يناير 1906).